# 似水流年 (歌曲)
《似水流年》，1984年香港電影《似水流年》的主題曲，由梅艷芳主唱。先後收錄於華星歌手合輯《華星影視新節奏》及梅艷芳的同名個人專輯中。音樂錄影帶有兩版：一版於無線電視節目《歡樂今宵》中播出，室內取景；一版在澳門外景拍攝。
2017年，香港電台舉辦「摯愛20真經典」票選，此曲入選華語金曲十大。

## 背景
日本作曲家喜多郎為電影《似水流年》做配樂，電影導演嚴浩本希望喜多郎連主題曲也寫上，但由於喜多郎太忙，在得到其經理人同意下，華星唱片的陳淑芬及總經理蘇孝良找來音樂監製黎小田把喜多郎所作的配樂片段改編，並在副歌段落另行加入自創部分，編成一首完整的流行歌曲，不過喜多郎不肯授予黎小田作曲署名權，所以歌曲的相關出版物只註明「喜多郎作曲」。
填詞人鄭國江看過電影六遍後，根據電影場景寫了兩個版本給嚴浩選擇：一個切合女主角再會初戀情人的一幕（望著他的臉，在懷念，懷念往年。望著他的臉，心感到，何疲倦。記起昨天的笑、昨天的愛，使我心酸。情義又似一根線，兩心緊串，誰忍割斷？只嗟嘆似水流年，為何難復轉？留下一串思念，一串串永遠纏；望著他的臉，眼神內仍像往年；外貌早改變，處境都變，情懷未變。），另一個切合電影結尾時有人在大海中撐著小木船的場景；嚴浩最終選擇了後者。
最初的版本是梅艷芳帶病錄音的，收錄於1984年發行的歌手合輯《華星影視新節奏》中（曲長為3分16秒）。其後她灌錄個人專輯《梅艷芳》時，覺得當初唱得不夠好，便重唱了這首歌。黎小田透露他原本希望這是首「讓觀眾離場時帶點振奮」的快歌，但梅艷芳不聽他的指示唱成慢曲，後來黎小田覺得她這樣唱是對的。

## 評價
《當代時事周刊》的專欄作者師門形容此曲為仿巴洛克的古典樂章。樂評人何言則以「大勢化無形的簡單」來形容其曲調、歌詞及合成器弦樂編曲，並視之為鄭國江的代表作：「百字之間寫出年華的變幻，何其不易」。
文化評論人李展鵬認為梅艷芳當時廿一歲，卻憑其聲線條件和辛酸身世，唱出「無限滄桑」、「人歌合一」，換成其他年輕歌手就做不到。
但歌曲面世時，鄭國江受音樂人林敏怡批評：副歌以循環形式唱出，錄音版本沒問題，但現場獨唱的話，會令歌詞重疊而缺失，導致意思不連貫。鄭國江後來亦同意其說法。

## 獎項
- 1984年第七屆十大中文金曲
- 1984年度十大勁歌金曲
- 第四屆香港電影金像獎最佳電影歌曲提名
- 1998年香港電台廿載金曲十大最愛

## 其他版本
- 喜多郎的Delight（歡喜），為原電影配樂版本，收錄於1985年專輯《西方》
- 張國榮重唱，收錄於1989年專輯《salute》
- 譚詠麟重唱，收錄於1997年專輯《我們一起唱過的歌》
- 羅敏莊重唱，收錄於2004年專輯《這一曲送給你》
- Robynn & Kendy的無伴奏合唱版本，收錄於2013年專輯《Dear Diary》
- 吳若希重唱，2020年TVB劇集《大醬園》片尾曲
- 1992年眼鏡88電視廣告歌曲，為改編詞版本
- 容祖儿，陈慧琳，杨千嬅，梁咏琪，何韵诗，郑秀文于2001年劲歌金曲致敬大奖时重唱。
- 张韶涵在娱乐百分百和潘朵拉星球香港演唱会演唱。
- 韦唯于1992年亚洲小姐表演是献唱。
- 周笔畅于2015年爱的分贝公益音乐会献唱